# ريوتا كويكي
ريوتا كويكي (باليابانية: 小池 龍太) (29 أغسطس 1995 في طوكيو في اليابان – )؛ هو لاعب كرة قدم ياباني سابق كان يلعب كمدافع.

## وصلات خارجية
- ريوتا كويكي على موقع رابطة كرة القدم اليابانية للمحترفين (اليابانية)
- ريوتا كويكي على موقع إي إس بي إن إف سي (الإنجليزية)
- ريوتا كويكي على موقع قاعدة بيانات كرة القدم.إي يو (الإنجليزية)
- ريوتا كويكي على موقع ناشيونال فوتبول تيمز (الإنجليزية)
- ريوتا كويكي على موقع Soccerbase.com (لاعب) (الإنجليزية)
- ريوتا كويكي على موقع Soccerway.com (الإنجليزية)
- ريوتا كويكي على موقع عالم كرة القدم.نت (الإنجليزية)
- ريوتا كويكي على موقع كووورة